# Karlshamn (đô thị)
Đô thị Karlshamn (Karlshamns kommun) là một đô thị ở hạt Blekinge County ở phía nam Thụy Điển. Các đơn vị giáp ranh gồm: đô thị Olofström, đô thị Sölvesborg, đô thị Ronneby và đô thị Tingsryd. Thủ phủ là thành phố Karlshamn.
Năm 1967, thành phố Karlshamn đã được sáp nhập với Asarum, Hällaryd và Mörrum. 

## Các đơn vị dân cư trực thuộc
Có 6 khu vực đô thị (cũng gọi là Tätort hay đơn vị địa phương) tại đô thị Karlshamn.
Bảng dưới đây liệt kê các đơn vị trực thuộc của đô thị này theo quy mô dân số thời điểm 31 tháng 12 năm 2005. Thủ phủ được bôi đậm.
| # | Địa phương | Dân số |
| - | ---------- | ------ |
| 1 | Karlshamn  | 18.768 |
| 2 | Mörrum     | 3.655  |
| 3 | Svängsta   | 1.742  |
| 4 | Hällaryd   | 553    |
| 5 | Åryd       | 362    |
| 6 | Torarp     | 273    |

## Các giáp khu
Parishes ordered by city và hundreds:
1. Karlshamn
  - Giáo khu Karlshamn
2. Bräkne Hundred
  - Giáo khu Asarum
  - Giáo khu Hällaryd
  - Giáo khu Mörrum
  - Giáo khu Ringamåla
  - Giáo khu Åryd
3. Lister Hundred
  - Giáo khu Elleholm
  - Giáo khu Mörrum